# Ramalinaceae
Les ramalinàcies (Ramalinaceae) són una família de fongs ascomicots liquenitzats de l'ordre dels lencorals (Lecanorales). El nom de família és sinònim del nom Bacidiaceae. Les espècies d'aquesta família tenen una distribució generalitzada.

## Gèneres
- Aciculopsora
- Adelolecia
- Arthrosporum
- Bacidia
- Bacidina
- Bacidiopsora
- Biatora
- Catinaria
- Cenozosia
- Cliostomum
- Compsocladium
- Crustospathula
- Echidnocymbium
- Frutidella
- Heppsora
- Herteliana
- Japewia
- Jarmania
- Krogia
- Lecania
- Lopezaria
- Lueckingia
- Phyllopsora
- Physcidia
- Ramalina
- Ramalinopsis
- Rolfidium
- Schadonia
- Speerschneidera
- Stirtoniella
- Thamnolecania
- Tibellia
- Toninia
- Toniniopsis
- Triclinum – sinonímia Squamacidia Brako
- Vermilacinia
- Waynea